# Mojuka Učidžimová
Mojuka Učidžimová (japonsky 内島 萌夏, Učidžima Mojuka, * 11. srpna 2001 Kuala Lumpur) je japonská profesionální tenistka narozená v Malajsii. Ve své dosavadní kariéře na okruhu WTA Tour vyhrála jeden deblový turnaj. V rámci okruhu ITF získala třináct titulů ve dvouhře a jedenáct ve čtyřhře.
Na žebříčku WTA byla ve dvouhře nejvýše klasifikována v květnu 2025 na 47. místě a ve čtyřhře v červnu 2024 na 101. místě. Trénuje ji Alan Ma.
V japonském týmu Billie Jean King Cupu debutovala v roce 2022 antalyjskou 1. skupinou asijsko-oceánské zóny, v níž vyhrála dvouhry nad Indonésankou, Novozélanďankou, Jihokorejkou i Číňankou Ču Lin. Japonky skupinu ovládly a postoupily do světové baráže, kde proti Ukrajinkám prohrála oba singly. Do roku 2025 v soutěži nastoupila k devízi mezistátním utkáním s bilancí 6–4 ve dvouhře a 0–0 ve čtyřhře.
Japonsko reprezentovala na Letních olympijských hrách 2024 v Paříži. V úvodním kole ženské dvouhry podlehla obhájkyni bronzové medaile Svitolinové z Ukrajiny.

## Soukromý život
Narodila se roku 2001 v malajsijské metropoli Kuala Lumpuru do rodiny japonského otce a malajsijské matky. Tenis začala hrát v roce 2011 v japonském klubu.

## Tenisová kariéra
V kvalifikacích okruhu WTA Tour se poprvé představila na zářijových Japan Women's Open 2017 a Toray Pan Pacific Open 2017 v Tokiu, do nichž obdržela jako hráčka druhé tisícovky žebříčku divokou kartu. V první z nich ji vyřadila krajanka Erika Semaová. Ve druhé kvalifikaci přešla přes Rosolskou, než ji zastavila Linetteová.

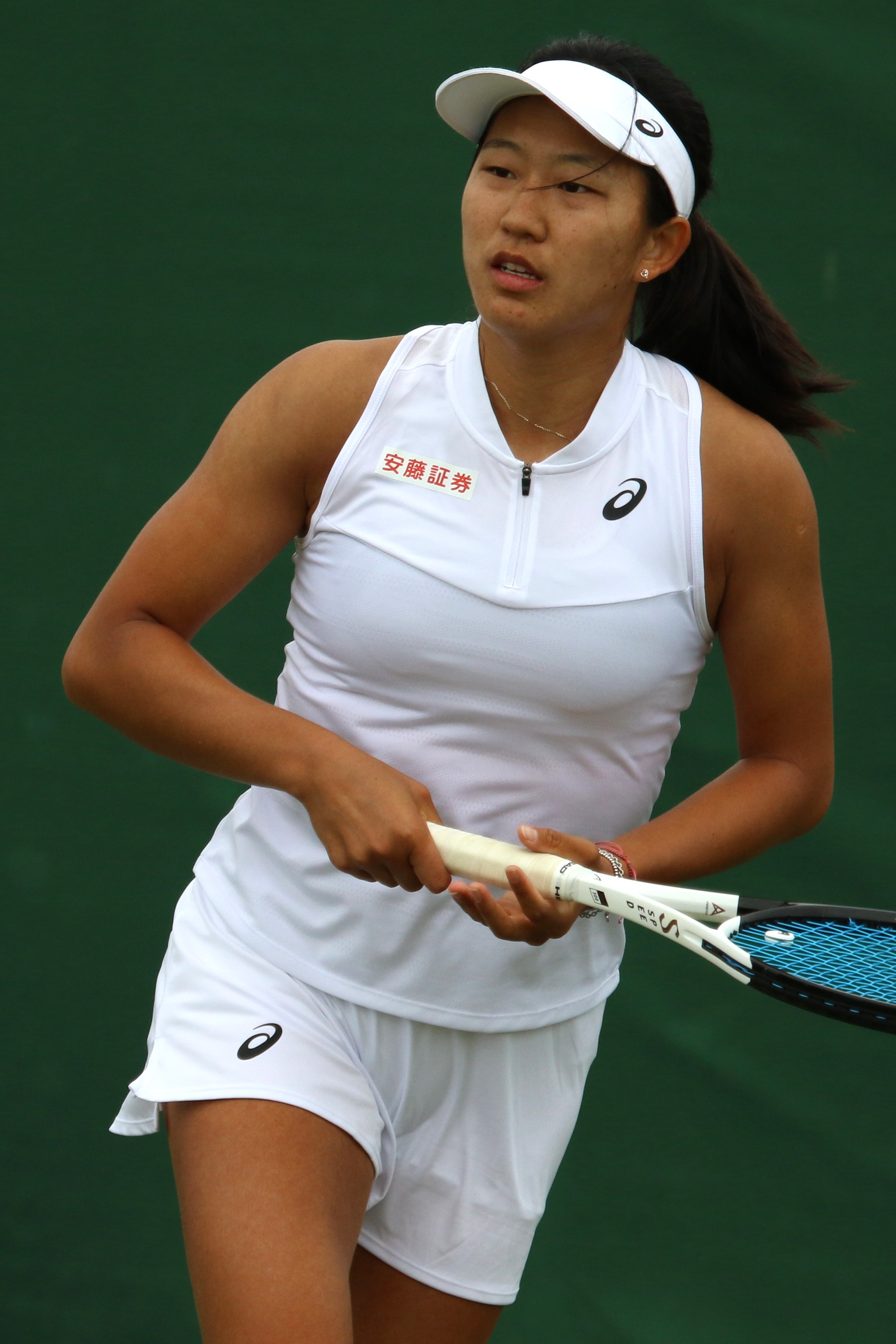
V kvalifikaci Wimbledonu 2023

Do hlavní soutěže WTA poprvé nastoupila na Japan Women's Open 2019, když s Hajašiovou získaly divokou kartu. Časnou porážku jim přivodily Belgičanky Ysaline Bonaventureová s Greet Minnenovou, které ovládly rozhodující supertiebreak. Sérii tří prvních dvouher na túře WTA absolvovala na navazujících turnajích podzimní části sezóny 2022, asijských Chennai Open a Korea Open i africkém Jasmin Open Monastir. Až na třetím z nich v Monastiru vyhrála první utkání dvouhry a prošla do čtvrtfinále. Vítězstvím nad čtyřicátou první tenistkou světa, Chorvatkou Petrou Martićovou, dosáhla debutové výhry nad členkou Top 50. Do semifinále ji však nepustila čtyřicátá druhá hráčka žebříčku a pozdější šampionka Elise Mertensová.
V hlavní soutěži grandslamu debutovala na Australian Open 2023, když získala divoké karty do dvouhry a spolu s Wang Sin-jü i do čtyřhry. O účast v melbournském singlu tak nemusela bojovat v kvalifikaci jako na Roland Garros 2022 či US Open 2022, kde prohrála až závěrečná kvalifikační kola. V úvodu australského majoru ji zastavila Američanka Bernarda Peraová z páté desítky. V sezóně WTA Tour 2023 vyhrála dva zápasy dvouhry, když zvládla vstup do tokijského Japan Open a kantonského Guangzhou Open. Při premiéře na londýnském grandslamu, ve Wimbledonu 2024, získala čtyři gamy na tuniskou obhájkyni finálové účasti a světovou desítku Ons Džabúrovou.

## Finále na okruhu WTA Tour

### Čtyřhra: 2 (1–1)
| Legenda            |
| ------------------ |
| Grand Slam (0)     |
| Turnaj mistryň (0) |
| WTA 1000 (0)       |
| WTA 500 (0)        |
| WTA 250 (1–1)      |

| Stav       | č. | datum             | turnaj           | kategorie | povrch | spoluhráčka     | soupeřky ve finále                  | výsledek      |
| ---------- | -- | ----------------- | ---------------- | --------- | ------ | --------------- | ----------------------------------- | ------------- |
| Finalistka | 1. | 22. září 2024     | Hua Hin, Thajsko | WTA 250   | tvrdý  | Eudice Chongová | Anna Danilinová Irina Chromačovová  | 4–6, 5–7      |
| Vítězka    | 1. | 3. listopadu 2024 | Ťiou-ťiang, Čína | WTA 250   | tvrdý  | Kuo Chan-jü     | Katarzyna Piterová Fanny Stollárová | 7–6(7–5), 7–5 |

## Finále série WTA 125
| Legenda                  |
| ------------------------ |
| D – dvouhra; Č – čtyřhra |
| WTA 125 (0–1 Č)          |

### Čtyřhra: 1 (0–1)
| Stav       | č. | datum      | turnaj                 | povrch | spoluhráčka          | poražené finalistky                 | výsledek    |
| ---------- | -- | ---------- | ---------------------- | ------ | -------------------- | ----------------------------------- | ----------- |
| Finalistka | 1. | srpen 2022 | Concord, Spojené státy | tvrdý  | Peangtarn Plipuečová | Varvara Flinková Coco Vandewegheová | 3–6, 6–7(3) |

## Tituly na okruhu ITF
| Legenda         | Legenda         |
| --------------- | --------------- |
| Turnaje W100    | Turnaje W80     |
| Turnaje W75/W60 | Turnaje W50     |
| Turnaje W35/W25 | Turnaje W15/W10 |

### Dvouhra (13 titulů)
| Č.  | datum         | turnaj               | kategorie | povrch    | poražená finalistka      | výsledek      |
| --- | ------------- | -------------------- | --------- | --------- | ------------------------ | ------------- |
| 1.  | říjen 2019    | Hua Hin, Thajsko     | W15       | tvrdý     | Manančaja Savangkaeová   | 6–2, 6–4      |
| 2.  | srpen 2021    | Monastir, Tunisko    | W15       | tvrdý     | Jenna DeFalcová          | 7–5, 6–2      |
| 3.  | září 2021     | Monastir, Tunisko    | W15       | tvrdý     | Ingrid Martinsová        | 6–1, 6–4      |
| 4.  | prosinec 2021 | Puné, Indie          | W25       | tvrdý     | Diāna Marcinkēvičová     | 6–2, 7–5      |
| 5.  | únor 2022     | Porto, Portugalsko   | W25       | tvrdý (h) | Léolia Jeanjeanová       | 6–3, 6–1      |
| 6.  | březen 2022   | Canberra , Austrálie | W60       | antuka    | Olivia Gadecká           | 6–2, 6–2      |
| 7.  | červenec 2022 | Astana, Kazachstán   | W60       | tvrdý     | Natalija Stevanovićová   | 6–3, 7–6(2)   |
| 8.  | prosinec 2023 | Nová Bombaj, Indie   | W40       | tvrdý     | Jekatěrina Makarovová    | 6–4, 6–1      |
| 9.  | leden 2024    | Puné, Indie          | W50       | tvrdý     | Tina Nadine Smithová     | 6–4, 6–0      |
| 10. | duben 2024    | Zaragoza, Španělsko  | W100      | antuka    | Jéssica Bouzas Maneirová | 6–1, 6–2      |
| 11. | duben 2024    | Gifu, Japonsko       | W100      | tvrdý     | Arina Rodionovová        | 6–3, 6–3      |
| 12. | květen 2024   | Trnava, Slovensko    | W75       | antuka    | Mona Barthelová          | 7–6(3), 6–3   |
| 13. | květen 2024   | Madrid, Španělsko    | W100      | antuka    | Leyre Romero Gormazová   | 5–7, 6–4, 7–5 |

### Čtyřhra (11 titulů)
| Č.  | datum         | turnaj               | kategorie | povrch    | spoluhráčka            | poražené finalistky                               | výsledek         |
| --- | ------------- | -------------------- | --------- | --------- | ---------------------- | ------------------------------------------------- | ---------------- |
| 1.  | únor 2019     | Kjóto, Japonsko      | W60       | tvrdý (h) | Eri Hozumiová          | Čchen Pchej-süan Wu Fang-sien                     | 6–4, 6–3         |
| 2.  | červen 2019   | Barcelona, Španělsko | W60       | antuka    | Kjóka Okamurová        | Marina Bassols Riberová Yvonne Cavallé Reimersová | 7–6(7), 6–4      |
| 3.  | únor 2020     | Kjóto, Japonsko (2)  | W60       | tvrdý (h) | Erina Hajašiová        | Sie Jü-ťie Minori Joneharová                      | 7–5, 5–7, [10–6] |
| 4.  | září 2021     | Monastir, Tunisko    | W15       | tvrdý     | Ma Jie-sin             | Ingrid Martinsová Jazmín Ortenziová               | 6–2, 2–6, [10–6] |
| 5.  | listopad 2021 | Ortisei, Itálie      | W25       | tvrdý (h) | Eudice Chongová        | Susan Bandecchiová Ylena In-Albonová              | 6–2, 1–6, [10–5] |
| 6.  | prosinec 2021 | Sëlva, Itálie        | W25       | tvrdý (h) | Eudice Chongová        | Alicia Barnettová Olivia Nichollsová              | 6–2, 6-1         |
| 7.  | březen 2023   | Jakarta, Indonésie   | W60       | tvrdý     | Ma Jie-sin             | Luksika Kumkhumová Peangtarn Plipuečová           | 6–0, 6–2         |
| 8.  | červen 2023   | Brescia, Itálie      | W60       | antuka    | Mai Hontamová          | Alena Fomina-Klotzová Olivia Tjandramuliová       | 6–1, 6–0         |
| 9.  | červen 2023   | Caserta, Itálie      | W60       | antuka    | Anastasija Tichonovová | Despina Papamichailová Camilla Rosatellová        | 6–4, 6–2         |
| 10. | říjen 2023    | Šen-čen, Čína        | W100      | tvrdý     | Kristina Mladenovicová | Tímea Babosová Kateryna Voloďková                 | 6–2, 7–5         |
| 11. | únor 2024     | Trnava, Slovensko    | W50       | tvrdý (h) | Lulu Sunová            | Weronika Falkowská Fanny Stollárová               | 6–4, 7–6(3)      |